# Europaspiele 2015/Teilnehmer (Litauen)
| Gelbes Symbol für Goldmedaillen mit stilisierten Olympischen Ringen | Graues Symbol für Silbermedaillen mit stilisierten Olympischen Ringen | Braundes Symbol für Bronzemedaillen mit stilisierten Olympischen Ringen |
| ------------------------------------------------------------------- | --------------------------------------------------------------------- | ----------------------------------------------------------------------- |
| 2                                                                   | 1                                                                     | 4                                                                       |

Litauen nahm in Baku an den Europaspielen 2015 teil. Vom Litauischen Nationalen Olympischen Komitee wurden 72 Athleten in 15 Sportarten nominiert.

## Badminton
| Athleten                            | Wettbewerb | Gruppenphase                         | Gruppenphase        | Gruppenphase | Gruppenphase | Achtelfinale | Achtelfinale | Viertelfinale | Viertelfinale | Halbfinale  | Halbfinale          | Finale | Finale   | Rang   |
| Athleten                            | Wettbewerb | Gegner                               | Ergebnis            | Punkte       | Rang         | Gegner       | Ergebnis     | Gegner        | Ergebnis      | Gegner      | Ergebnis            | Gegner | Ergebnis | Rang   |
| ----------------------------------- | ---------- | ------------------------------------ | ------------------- | ------------ | ------------ | ------------ | ------------ | ------------- | ------------- | ----------- | ------------------- | ------ | -------- | ------ |
| Frauen                              |            |                                      |                     |              |              |              |              |               |               |             |                     |        |          |        |
| Akvilė Stapušaitytė                 | Einzel     | Natalja Perminowa                    | 16:21, 9:21         | 0            | 4            | –            | –            | –             | –             | –           | –                   | –      | –        |        |
| Akvilė Stapušaitytė                 | Einzel     | Alessja Sajzawa                      | 17:21, 9:21         | 0            | 4            | –            | –            | –             | –             | –           | –                   | –      | –        |        |
| Akvilė Stapušaitytė                 | Einzel     | Sonia Olariu                         | – 1                 | 0            | 4            | –            | –            | –             | –             | –           | –                   | –      | –        |        |
| Männer                              |            |                                      |                     |              |              |              |              |               |               |             |                     |        |          |        |
| Kęstutis Navickas                   | Einzel     | Dmytro Zavadsky                      | – 2                 | 6            | 1            | Emre Vural   | 21:11, 21:13 | Yuhan Tan     | 21:14, 21:6   | Pablo Abián | 22:20, 16:21, 13:21 | –      | –        | Bronze |
| Kęstutis Navickas                   | Einzel     | Blagovest Kisyov                     | 18:21, 21:16, 21:19 | 6            | 1            | Emre Vural   | 21:11, 21:13 | Yuhan Tan     | 21:14, 21:6   | Pablo Abián | 22:20, 16:21, 13:21 | –      | –        | Bronze |
| Kęstutis Navickas                   | Einzel     | Eric Pang                            | – 2                 | 6            | 1            | Emre Vural   | 21:11, 21:13 | Yuhan Tan     | 21:14, 21:6   | Pablo Abián | 22:20, 16:21, 13:21 | –      | –        | Bronze |
| Povilas Bartušis Alan Plavin        | Doppel     | Giovanni Greco Rosario Maddaloni     | 17:21, 16:21        | 0            | 4            | –            | –            | –             | –             | –           | –                   | –      | –        |        |
| Povilas Bartušis Alan Plavin        | Doppel     | Zvonimir Đurkinjak Zvonimir Hölbling | 15:21, 17:21        | 0            | 4            | –            | –            | –             | –             | –           | –                   | –      | –        |        |
| Povilas Bartušis Alan Plavin        | Doppel     | Raphael Beck Andreas Heinz           | 10:21, 13:21        | 0            | 4            | –            | –            | –             | –             | –           | –                   | –      | –        |        |
| Mixed                               |            |                                      |                     |              |              |              |              |               |               |             |                     |        |          |        |
| Vytautė Fomkinaitė Povilas Bartušis | Doppel     | Fiorella Marie Sadowski Samuel Cali  | 21:3, 21:6          | 2            | 3            | –            | –            | –             | –             | –           | –                   | –      | –        |        |
| Vytautė Fomkinaitė Povilas Bartušis | Doppel     | Chloe Magee Sam Magee                | 8:21, 10:21         | 2            | 3            | –            | –            | –             | –             | –           | –                   | –      | –        |        |
| Vytautė Fomkinaitė Povilas Bartušis | Doppel     | Alžběta Bášová Jakub Bitman          | 8:21, 17:21         | 2            | 3            | –            | –            | –             | –             | –           | –                   | –      | –        |        |

 1 nicht gespielt, als Niederlage gewertet

 2 nicht gespielt, als Sieg gewertet

## Basketball 3x3
| Athleten                                                                   | Gruppenphase                                | Achtelfinale  | Achtelfinale | Viertelfinale | Viertelfinale | Halbfinale | Halbfinale | Finale/Spiel um Bronze | Finale/Spiel um Bronze | Rang |
| Athleten                                                                   | Gruppenphase                                | Gegner        | Ergebnis     | Gegner        | Ergebnis      | Gegner     | Ergebnis   | Gegner                 | Ergebnis               | Rang |
| -------------------------------------------------------------------------- | ------------------------------------------- | ------------- | ------------ | ------------- | ------------- | ---------- | ---------- | ---------------------- | ---------------------- | ---- |
| Frauen                                                                     |                                             |               |              |               |               |            |            |                        |                        |      |
| Kristina Alminaite Kornelija Balčiūnaitė Erika Liutkutė Eglė Tarasevičiūtė | Rumänien 14:12 Israel 18:9 Russland 15:21   | Aserbaidschan | 10:17        | –             | –             | –          | –          | –                      | –                      |      |
| Männer                                                                     |                                             |               |              |               |               |            |            |                        |                        |      |
| Vitalij Lukša Giedrius Marčiukaitis Darius Tarvydas Ovidijus Varanauskas   | Rumänien 16:15 Israel 19:12 Slowenien 18:20 | Andorra       | 19:14        | Serbien       | 11:17         | –          | –          | –                      | –                      |      |

## Beachvolleyball
| Athleten                             | Gruppenphase                                  | 1. Runde (32er)                    | 1. Runde (32er) | Achtelfinale                     | Achtelfinale | Viertelfinale                              | Viertelfinale | Halbfinale | Halbfinale | Finale/Spiel um Bronze     | Finale/Spiel um Bronze | Rang   |
| Athleten                             | Gruppenphase                                  | Gegner                             | Ergebnis        | Gegner                           | Ergebnis     | Gegner                                     | Ergebnis      | Gegner     | Ergebnis   | Gegner                     | Ergebnis               | Rang   |
| ------------------------------------ | --------------------------------------------- | ---------------------------------- | --------------- | -------------------------------- | ------------ | ------------------------------------------ | ------------- | ---------- | ---------- | -------------------------- | ---------------------- | ------ |
| Frauen                               |                                               |                                    |                 |                                  |              |                                            |               |            |            |                            |                        |        |
| Ieva Dumbauskaitė Monika Povilaitytė | Österreich 2:1 Dänemark 2:0 Aserbaidschan 2:1 | Karolina Baran Jagoda Gruszczyńska | 2:1             | Eliška Gálová Karolina Rehácková | 2:0          | Lena Plesiutschnig Katharina Schützenhöfer | 0:2           | –          | –          | Laura Giombini Giulia Toti | 2:0                    | Bronze |
| Männer                               |                                               |                                    |                 |                                  |              |                                            |               |            |            |                            |                        |        |
| Lukas Každailis Arnas Rumševičius    | Aserbaidschan 0:2 Italien 0:2 Norwegen 0:2    | –                                  | –               | –                                | –            | –                                          | –             | –          | –          | –                          | –                      |        |

## Bogenschießen
| Athleten            | Wettbewerb | Platzierungsrunde | Platzierungsrunde | 1. Runde (64er)    | 1. Runde (64er) | 2. Runde (32er) | 2. Runde (32er) | Achtelfinale | Achtelfinale | Viertelfinale | Viertelfinale | Halbfinale | Halbfinale | Finale/Spiel um Bronze | Finale/Spiel um Bronze | Rang |
| Athleten            | Wettbewerb | Ringe             | Rang              | Gegner             | Ergebnis        | Gegner          | Ergebnis        | Gegner       | Ergebnis     | Gegner        | Ergebnis      | Gegner     | Ergebnis   | Gegner                 | Ergebnis               | Rang |
| ------------------- | ---------- | ----------------- | ----------------- | ------------------ | --------------- | --------------- | --------------- | ------------ | ------------ | ------------- | ------------- | ---------- | ---------- | ---------------------- | ---------------------- | ---- |
| Frauen              |            |                   |                   |                    |                 |                 |                 |              |              |               |               |            |            |                        |                        |      |
| Dangerūta Nosalienė | Einzel     | 593               | 59                | Guendalina Sartori | 3 : 7           | –               | –               | –            | –            | –             | –             | –          | –          | –                      | –                      |      |

## Boxen
| Athleten          | Wettbewerb                    | 1. Runde (32er)      | 1. Runde (32er) | Achtelfinale     | Achtelfinale | Viertelfinale | Viertelfinale | Halbfinale | Halbfinale | Finale | Finale   | Rang |
| Athleten          | Wettbewerb                    | Gegner               | Ergebnis        | Gegner           | Ergebnis     | Gegner        | Ergebnis      | Gegner     | Ergebnis   | Gegner | Ergebnis | Rang |
| ----------------- | ----------------------------- | -------------------- | --------------- | ---------------- | ------------ | ------------- | ------------- | ---------- | ---------- | ------ | -------- | ---- |
| Männer            |                               |                      |                 |                  |              |               |               |            |            |        |          |      |
| Edgaras Skurdelis | Leichtgewicht bis 60 kg       | Konstantin Bogomasow | 3:0             | –                | –            | –             | –             | –          | –          | –      | –        |      |
| Tomas Pivorun     | Mittelgewicht bis 75 kg       | Đorđe Tomić          | 3:0             | Kamil Gardzielik | 0:3          | –             | –             | –          | –          | –      | –        |      |
| Tadas Tamasauskas | Schwergewicht bis 91 kg       | Saddam Magomedov     | 3:0             | –                | –            | –             | –             | –          | –          | –      | –        |      |
| Mantas Valavičius | Superschwergewicht über 91 kg | –                    | –               | Daniel Costea    | 3:0          | Joseph Joyce  | TKO           | –          | –          | –      | –        |      |

## Judo
| Athleten           | Wettbewerb         | 1. Runde    | 1. Runde  | 2. Runde        | 2. Runde  | Achtelfinale        | Achtelfinale | Viertelfinale    | Viertelfinale | Hoffnungsrunde Halbfinale | Hoffnungsrunde Halbfinale | Halbfinale        | Halbfinale | Hoffnungsrunde Finale | Hoffnungsrunde Finale | Finale / Kampf um Bronze | Finale / Kampf um Bronze | Rang |
| Athleten           | Wettbewerb         | Gegner      | Ergebnis  | Gegner          | Ergebnis  | Gegner              | Ergebnis     | Gegner           | Ergebnis      | Gegner                    | Ergebnis                  | Gegner            | Ergebnis   | Gegner                | Ergebnis              | Gegner                   | Ergebnis                 | Rang |
| ------------------ | ------------------ | ----------- | --------- | --------------- | --------- | ------------------- | ------------ | ---------------- | ------------- | ------------------------- | ------------------------- | ----------------- | ---------- | --------------------- | --------------------- | ------------------------ | ------------------------ | ---- |
| Frauen             |                    |             |           |                 |           |                     |              |                  |               |                           |                           |                   |            |                       |                       |                          |                          |      |
| Sandra Jablonskytė | Klasse über 78 kg  | –           | –         | Elisa Marchiò   | 0004-1002 | –                   | –            | –                | –             | –                         | –                         | –                 | –          | –                     | –                     | –                        | –                        |      |
| Santa Pakenytė     | Klasse über 78 kg  | –           | –         | –               | –         | Xenija Tschibissowa | 101-000      | Jasmin Külbs     | 0001-1000     | Gülşah Kocatürk           | 100-000                   | –                 | –          | Belkıs Kaya           | 000-111               | –                        | –                        | 4    |
| Männer             |                    |             |           |                 |           |                     |              |                  |               |                           |                           |                   |            |                       |                       |                          |                          |      |
| Karolis Bauža      | Klasse bis 90 kg   | Milan Randl | 1002-0002 | Alexandre Iddir | 0002-1003 | –                   | –            | –                | –             | –                         | –                         | –                 | –          | –                     | –                     | –                        | –                        |      |
| Marius Paškevičius | Klasse über 100 kg | –           | –         | Harun Sadiković | 1012-0002 | Bor Barna           | 0103-0011    | André Breitbarth | 1000-0001     | –                         | –                         | Adam Okruaschwili | 0002-1001  | Jakiw Chammo          | 0001-0131             | –                        | –                        | 4    |

## Kanu
| Athleten                           | Wettbewerb | Vorlauf    | Vorlauf | Halbfinale | Halbfinale | Finale     | Finale | Rang |
| Athleten                           | Wettbewerb | Zeit (min) | Rang    | Zeit (min) | Rang       | Zeit (min) | Rang   | Rang |
| ---------------------------------- | ---------- | ---------- | ------- | ---------- | ---------- | ---------- | ------ | ---- |
| Frauen                             |            |            |         |            |            |            |        |      |
| Anelė Šakalytė                     | K1 200 m   | 0:46,115   | 23      |            |            |            |        |      |
| Anelė Šakalytė                     | K1 500 m   | 2:02,658   | 23      |            |            |            |        |      |
| Männer                             |            |            |         |            |            |            |        |      |
| Ignas Navakauskas                  | K1 200 m   | 0:35,022   | 3       |            |            | 0:35,851   | 6      | 6    |
| Aurimas Lankas Edvinas Ramanauskas | K2 200 m   | 0:32,695   | 13      | 0:32,793   | 7          |            |        |      |
| Ričardas Nekriošius Andrej Olijnik | K2 1000 m  | 3:16,02    | 5       |            |            | 3:14,346   | 6      | 6    |
| Henrikas Žustautas                 | C1 200 m   | 0:39,230   | 4       | 0:38,737   | 2          | 0:40,064   | 1      | Gold |

## Radsport

### BMX
| Athleten           | Wettbewerb | Qualifikation | Qualifikation | Viertelfinale | Viertelfinale | Halbfinale | Halbfinale | Finale | Finale | Rang |
| Athleten           | Wettbewerb | Zeit          | Rang          | Punkte        | Rang          | Punkte     | Rang       | Zeit   | Rang   | Rang |
| ------------------ | ---------- | ------------- | ------------- | ------------- | ------------- | ---------- | ---------- | ------ | ------ | ---- |
| Frauen             |            |               |               |               |               |            |            |        |        |      |
| Vilma Rimšaitė     | Race       | 40,497 s      | 12            | 17            | 6             | –          | –          | –      | –      |      |
| Männer             |            |               |               |               |               |            |            |        |        |      |
| Arminas Kazlauskis | Race       | 37,713 s      | 28            | –             | –             | –          | –          | –      | –      |      |

### Straße
| Athleten            | Wettbewerb      | Zeit                 | Rang                 |
| ------------------- | --------------- | -------------------- | -------------------- |
| Frauen              |                 |                      |                      |
| Aušrinė Trebaitė    | Straßenrennen   | 3:25:57              | 29                   |
| Aušrinė Trebaitė    | Einzelzeitfahrt | 35:38,19             | 18                   |
| Daiva Tušlaitė      | Straßenrennen   | 3:25:53              | 25                   |
| Männer              |                 |                      |                      |
| Ignatas Konovalovas | Straßenrennen   | disqualifiziert      | disqualifiziert      |
| Ignatas Konovalovas | Einzelzeitfahrt | 1:02:44,62           | 12                   |
| Žydrūnas Savickas   | Straßenrennen   | 5:32:13              | 21                   |
| Evaldas Šiškevičius | Straßenrennen   | Rennen nicht beendet | Rennen nicht beendet |

## Ringen
| Athleten                         | Wettbewerb        | 1. Runde                | 1. Runde | Achtelfinale     | Achtelfinale | Viertelfinale   | Viertelfinale | Halbfinale        | Halbfinale | Hoffnungsrunde Viertelfinale | Hoffnungsrunde Viertelfinale | Hoffnungsrunde Halbfinale | Hoffnungsrunde Halbfinale | Hoffnungsrunde Finale | Hoffnungsrunde Finale | Finale | Finale   | Rang |
| Athleten                         | Wettbewerb        | Gegner                  | Ergebnis | Gegner           | Ergebnis     | Gegner          | Ergebnis      | Gegner            | Ergebnis   | Gegner                       | Ergebnis                     | Gegner                    | Ergebnis                  | Gegner                | Ergebnis              | Gegner | Ergebnis | Rang |
| -------------------------------- | ----------------- | ----------------------- | -------- | ---------------- | ------------ | --------------- | ------------- | ----------------- | ---------- | ---------------------------- | ---------------------------- | ------------------------- | ------------------------- | --------------------- | --------------------- | ------ | -------- | ---- |
| Freistil Frauen                  |                   |                         |          |                  |              |                 |               |                   |            |                              |                              |                           |                           |                       |                       |        |          |      |
| Giedrė Blekaitytė                | Klasse bis 60 kg  | –                       | –        | –                | –            | Sabrina Seidl   | 5:0           | Swetlana Lipatowa | 0:4        | –                            | –                            | –                         | –                         | Veronika Iwanowa      | 0:5                   | –      | –        | 4    |
| Danutė Domikaitytė               | Klasse bis 69 kg  | –                       | –        | Martina Kuenz    | 3:0          | –               | –             | –                 | –          | –                            | –                            | –                         | –                         | –                     | –                     | –      | –        |      |
| griechisch-römischer Stil Männer |                   |                         |          |                  |              |                 |               |                   |            |                              |                              |                           |                           |                       |                       |        |          |      |
| Edgaras Venckaitis               | Klasse bis 66 kg  | Matthias Maasch         | 1:3      | –                | –            | –               | –             | –                 | –          | –                            | –                            | –                         | –                         | –                     | –                     | –      | –        |      |
| Julius Matuzevičius              | Klasse bis 80 kg  | –                       | –        | Nikolaos Varkas  | 3:0          | Jewgeni Salejew | 0:4           | –                 | –          | –                            | –                            | Olexander Schyschman      | 1:3                       | –                     | –                     | –      | –        |      |
| Aleksandr Kazakevič              | Klasse bis 85 kg  | Javid Hamzatau          | 3:0      | Patrik Szabó     | 4:0          | Maksim Manukyan | 1:3           | –                 | –          | –                            | –                            | –                         | –                         | –                     | –                     | –      | –        |      |
| Vilius Laurinaitis               | Klasse bis 98 kg  | Felix Baldauf           | 5:0      | Orxan Nuriyev    | 1:4          | –               | –             | –                 | –          | –                            | –                            | –                         | –                         | –                     | –                     | –      | –        |      |
| Mantas Knystautas                | Klasse bis 130 kg | –                       | –        | Eduard Popp      | 0:3          | –               | –             | –                 | –          | –                            | –                            | –                         | –                         | –                     | –                     | –      | –        |      |
| Freistil Männer                  |                   |                         |          |                  |              |                 |               |                   |            |                              |                              |                           |                           |                       |                       |        |          |      |
| Šarūnas Jurčys                   | Klasse bis 61 kg  | –                       | –        | Radoslaw Welikow | 1:4          | –               | –             | –                 | –          | –                            | –                            | –                         | –                         | –                     | –                     | –      | –        |      |
| Mindaugas Rumbutis               | Klasse bis 97 kg  | –                       | –        | Elisbar Odikadse | 1:4          | –               | –             | –                 | –          | Jozef Jaloviar               | 1:3                          | –                         | –                         | –                     | –                     | –      | –        |      |
| Jonas Rudavičius                 | Klasse bis 125 kg | Dschamaladdin Magomedow | 0:4      | –                | –            | –               | –             | –                 | –          | –                            | –                            | –                         | –                         | –                     | –                     | –      | –        |      |

## Sambo
| Athleten         | Wettbewerb       | Achtelfinale | Achtelfinale | Viertelfinale      | Viertelfinale | Hoffnungsrunde Halbfinale | Hoffnungsrunde Halbfinale | Halbfinale        | Halbfinale | Hoffnungsrunde Finale | Hoffnungsrunde Finale | Finale / Kampf um Bronze | Finale / Kampf um Bronze | Rang   |
| Athleten         | Wettbewerb       | Gegner       | Ergebnis     | Gegner             | Ergebnis      | Gegner                    | Ergebnis                  | Gegner            | Ergebnis   | Gegner                | Ergebnis              | Gegner                   | Ergebnis                 | Rang   |
| ---------------- | ---------------- | ------------ | ------------ | ------------------ | ------------- | ------------------------- | ------------------------- | ----------------- | ---------- | --------------------- | --------------------- | ------------------------ | ------------------------ | ------ |
| Frauen           |                  |              |              |                    |               |                           |                           |                   |            |                       |                       |                          |                          |        |
| Rūta Aksionova   | Klasse bis 52 kg | –            | –            | Alesia Staraverava | 4:0           | –                         | –                         | Nazakat Khalilova | 0:4        | Codrina Ionescu       | 3:1                   | –                        | –                        | Bronze |
| Männer           |                  |              |              |                    |               |                           |                           |                   |            |                       |                       |                          |                          |        |
| Radvilas Matukas | Klasse bis 90 kg | –            | –            | Andrej Kasusjonak  | 0:2           | –                         | –                         | –                 | –          | Aschot Danieljan      | 2:0                   | –                        | –                        | Bronze |

## Schießen
| Athleten           | Klasse | Wettbewerb      | Qualifikation   | Qualifikation | Finale          | Finale | Rang |
| Athleten           | Klasse | Wettbewerb      | Ringe/ Scheiben | Rang          | Ringe/ Scheiben | Rang   | Rang |
| ------------------ | ------ | --------------- | --------------- | ------------- | --------------- | ------ | ---- |
| Männer             |        |                 |                 |               |                 |        |      |
| Ronaldas Račinskas | Flinte | Skeet           | 113             | 25            | –               | –      |      |
| Karolis Girulis    | Gewehr | Luftgewehr 10 m | 619,7           | 27            | –               | –      |      |

## Tischtennis
| Athleten          | Wettbewerb | 1. Runde     | 1. Runde | 2. Runde | 2. Runde | Achtelfinale | Achtelfinale | Viertelfinale | Viertelfinale | Halbfinale | Halbfinale | Finale/Spiel um Platz 3 | Finale/Spiel um Platz 3 | Rang |
| Athleten          | Wettbewerb | Gegner       | Ergebnis | Gegner   | Ergebnis | Gegner       | Ergebnis     | Gegner        | Ergebnis      | Gegner     | Ergebnis   | Gegner                  | Ergebnis                | Rang |
| ----------------- | ---------- | ------------ | -------- | -------- | -------- | ------------ | ------------ | ------------- | ------------- | ---------- | ---------- | ----------------------- | ----------------------- | ---- |
| Frauen            |            |              |          |          |          |              |              |               |               |            |            |                         |                         |      |
| Rūta Paškauskienė | Einzel     | Kelly Sibley | 4:2      | Xue Li   | 1:4      | –            | –            | –             | –             | –          | –          | –                       | –                       |      |

## Triathlon
| Athleten           | Wettbewerb | Zeit (h)   | Rang       |
| ------------------ | ---------- | ---------- | ---------- |
| Männer             |            |            |            |
| Tautvydas Kopūstas | Einzel     | überrundet | überrundet |

## Turnen

### Geräteturnen
| Athletinnen         | Wettbewerb    | Sprung | Sprung | Stufenbarren | Stufenbarren | Boden  | Boden | Schwebebalken | Schwebebalken | Gesamt | Gesamt |
| Athletinnen         | Wettbewerb    | Punkte | Rang   | Punkte       | Rang         | Punkte | Rang  | Punkte        | Rang          | Punkte | Rang   |
| ------------------- | ------------- | ------ | ------ | ------------ | ------------ | ------ | ----- | ------------- | ------------- | ------ | ------ |
| Frauen              |               |        |        |              |              |        |       |               |               |        |        |
| Vaida Zitineviciute | Qualifikation | 13,183 | 16     | 9,600        | 71           | 12,333 | 40    | 10,700        | 67            | 45,833 | 61     |

| Athleten       | Wettbewerb       | Boden  | Boden | Pauschenpferd | Pauschenpferd | Ringe  | Ringe | Sprung | Sprung | Barren | Barren | Reck   | Reck | Gesamt | Gesamt |
| Athleten       | Wettbewerb       | Punkte | Rang  | Punkte        | Rang          | Punkte | Rang  | Punkte | Rang   | Punkte | Rang   | Punkte | Rang | Punkte | Rang   |
| -------------- | ---------------- | ------ | ----- | ------------- | ------------- | ------ | ----- | ------ | ------ | ------ | ------ | ------ | ---- | ------ | ------ |
| Männer         |                  |        |       |               |               |        |       |        |        |        |        |        |      |        |        |
| Rokas Guščinas | Qualifikation    | 12,800 | 66    | 13,700        | 19            | 14,300 | 10    | –      | –      | 14,000 | 30     | 13,766 | 36   | 82,299 | 24     |
| Rokas Guščinas | Mehrkampf Einzel | 14,100 |       | 14,733        |               | 14,100 |       | 13,833 |        | 14,200 |        | 13,433 |      | 84,399 | 8      |

## Wassersport

### Schwimmen
Hier fanden Jugendwettbewerbe statt. Bei den Frauen ist das die U17 (Jahrgang 1999) und bei den Männern die U19 (Jahrgang 1997).
| Athleten                                                                | Wettbewerb          | Vorlauf     | Vorlauf | Halbfinale  | Halbfinale | Finale       | Finale | Rang   |
| Athleten                                                                | Wettbewerb          | Zeit        | Rang    | Zeit        | Rang       | Zeit         | Rang   | Rang   |
| ----------------------------------------------------------------------- | ------------------- | ----------- | ------- | ----------- | ---------- | ------------ | ------ | ------ |
| Frauen                                                                  |                     |             |         |             |            |              |        |        |
| Greta Gataveckaite                                                      | 200 m Freistil      | 2:08,20 min | 35      | -           | -          | -            | -      |        |
| Greta Gataveckaite                                                      | 400 m Freistil      | 4:31,69 min | 36      | -           | -          | -            | -      |        |
| Greta Gataveckaite                                                      | 800 m Freistil      | -           | -       | -           | -          | 9:16,00 min  | 21     | 21     |
| Greta Gataveckaite                                                      | 1500 m Freistil     | -           | -       | -           | -          | 17:42,21 min | 14     | 14     |
| Diana Jaruševičiūtė                                                     | 50 m Freistil       | 26,40 s     | 6       | 26,41 s     | 9          | -            | -      |        |
| Diana Jaruševičiūtė                                                     | 100 m Freistil      | 57,99 s     | 21      | 57,94 s     | 16         | -            | -      |        |
| Diana Jaruševičiūtė                                                     | 50 m Schmetterling  | 28,43 s     | 25      | -           | -          | -            | -      |        |
| Meda Kulbaciauskaite                                                    | 50 m Rücken         | 30,72 s     | 30      | -           | -          | -            | -      |        |
| Meda Kulbaciauskaite                                                    | 100 m Rücken        | 1:06,72 min | 30      | -           | -          | -            | -      |        |
| Meda Kulbaciauskaite                                                    | 200 m Rücken        | 2:30,46 min | 34      | -           | -          | -            | -      |        |
| Greta Pleikyte                                                          | 50 m Freistil       | 27,41 s     | 38      | -           | -          | -            | -      |        |
| Greta Pleikyte                                                          | 100 m Freistil      | 59,99 s     | 53      | -           | -          | -            | -      |        |
| Bena Sarapaitė                                                          | 50 m Schmetterling  | 28,69 s     | 30      | -           | -          | -            | -      |        |
| Bena Sarapaitė                                                          | 100 m Schmetterling | 1:03,73 min | 25      | -           | -          | -            | -      |        |
| Agnė Seleikaitė                                                         | 50 m Brust          | 32,52 s     | 7       | 32,40 s     | 7          | 32,45 s      | 8      | 8      |
| Agnė Seleikaitė                                                         | 100 m Brust         | 1:12,54 min | 17      | -           | -          | -            | -      |        |
| Diana Jaruševičiūtė Meda Kulbaciauskaite Greta Pleikyte Bena Sarapaitė  | 4×100 m Freistil    | 4:00,61 min | 10      | -           | -          | -            | -      |        |
| Diana Jaruševičiūtė Meda Kulbaciauskaite Bena Sarapaitė Agnė Seleikaitė | 4×100 m Lagen       | 4:20,17 min | 9       | -           | -          | -            | -      |        |
| Männer                                                                  |                     |             |         |             |            |              |        |        |
| Paulius Grigaliūnas                                                     | 50 m Brust          | 29,31 s     | 21      | -           | -          | -            | -      |        |
| Paulius Grigaliūnas                                                     | 100 m Brust         | 1:03,57 min | 14      | 1:03,46 min | 13         | -            | -      |        |
| Paulius Grigaliūnas                                                     | 200 m Brust         | 2:18,20 min | 15      | -           | -          | -            | -      |        |
| Paulius Grigaliūnas                                                     | 200 m Lagen         | 2:08,41 min | 28      | -           | -          | -            | -      |        |
| Edvinas Mažintas                                                        | 50 m Brust          | 30,02 s     | 33      | -           | -          | -            | -      |        |
| Edvinas Mažintas                                                        | 100 m Brust         | 1:05,24 min | 31      | -           | -          | -            | -      |        |
| Edvinas Mažintas                                                        | 200 m Brust         | 2:21,19 min | 24      | -           | -          | -            | -      |        |
| Andrius Šidlauskas                                                      | 50 m Brust          | 28,05 s     | 2       | 27,75 s     | 1          | 27,81 s      | 1      | Gold   |
| Andrius Šidlauskas                                                      | 100 m Brust         | 1:02,06 min | 3       | 1:00,99 min | 2          | 1:01,42 min  | 2      | Silber |
| Andrius Šidlauskas                                                      | 200 m Brust         | 2:17,37 min | 11      | 2:16,44 min | 10         | -            | -      |        |

### Wasserspringen
Hier fanden die Junioreneuropameisterschaften der U19 (Jahrgang 1997) statt.
| Athleten                  | Wettbewerb        | Vorkampf | Vorkampf | Finale | Finale | Rang |
| Athleten                  | Wettbewerb        | Punkte   | Rang     | Punkte | Rang   | Rang |
| ------------------------- | ----------------- | -------- | -------- | ------ | ------ | ---- |
| Frauen                    |                   |          |          |        |        |      |
| Daniela Aleksandraviciute | Kunstspringen 1 m | 264,85   | 28       | –      | –      |      |
| Indre Girdauskaite        | Kunstspringen 1 m | 323,60   | 16       | –      | –      |      |
| Indre Girdauskaite        | Kunstspringen 3 m | 342,45   | 19       | –      | –      |      |
| Männer                    |                   |          |          |        |        |      |
| Martynas Pabalys          | Kunstspringen 1 m | 330,75   | 26       | –      | –      |      |